# アルーマニア語
アルーマニア語（アルーマニアご、armâneaştiまたはarmãneshce、ルーマニア語: aromână）は、バルカン半島で話される東部ロマンス語派の言語である。別名としては、マケド・ルーマニア語Macedo-Romanian、またはヴラフ語Vlachが知られている。
この言語はバルカン半島がローマ化された後に形成され、ルーマニア語と多くの語彙を共有しており、非常に似た文法と語形を持っている。ルーマニア語とアルーマニア語の最も大きな相違点は語彙にある。前者は隣接していた諸国が使用していたスラブ諸語の借用語が多いが、アルーマニア語は地理的にも、また歴史的経緯からも、ギリシャ語の借用語が多い。
ルーマニア語とアルーマニア語が、二つの独立した言語であるか、それとも派生言語や方言の類であるかについては、いまだ議論の中にある。しかしながら、多くの言語学者は、これらを別の言語と認識している。

## 地理的分布
アルーマニア語とアルーマニア人は、北マケドニア共和国（旧ユーゴスラビアの一部）で公式に使用されている。しかし、アルーマニア語話者の大きなコミュニティは、アルバニア、ブルガリア、セルビア・モンテネグロ、ルーマニア、及びギリシャに見られる。また、アルーマニア人が居留していた、アルバニアのヴォスコポヤ（モスコポレ）(en)や、グラモステ（gramoste/grammos）地方の破壊により、これらの住民はバルカン半島へ移住した。

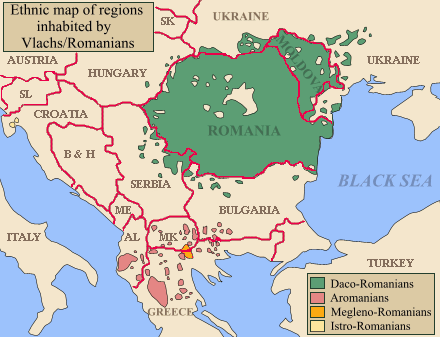
ルーマニア語
アルーマニア語 両者の地理分布は隔たっている

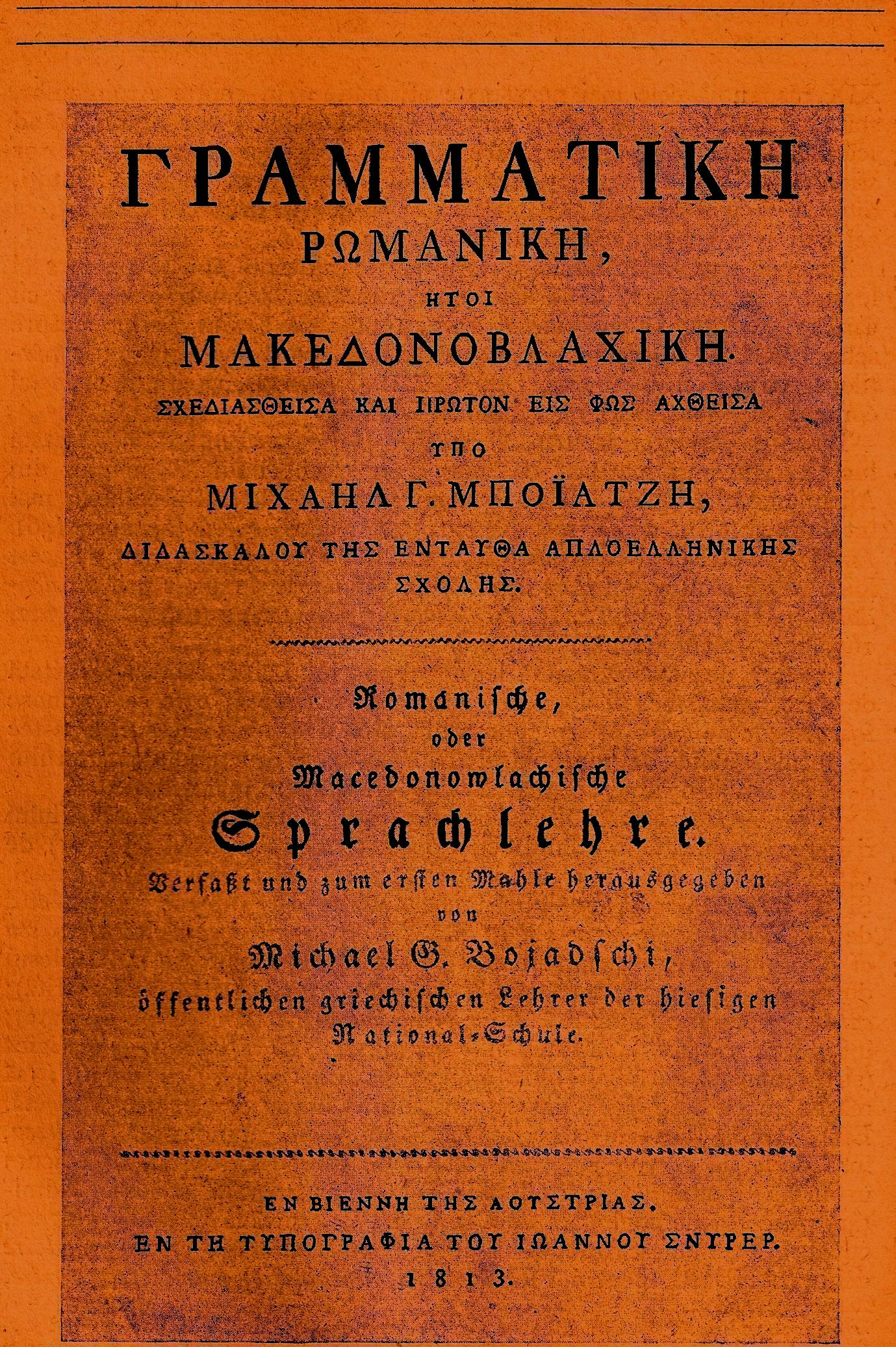
アルーマニア語の文法書、タイトルはギリシャ語とドイツ語（1813年）

## 歴史
前述の通り、アルーマニア語はルーマニア語に近い言語であるが、大きな違いは語彙にある。ルーマニア語に比べるとスラブ語族からアルーマニア語への借用語ははるかに少ないが、かわりにアルーマニア語にはギリシャ語系の語彙がずっと多い。これは、アルーマニア人とギリシャとの長年にわたる密接な言語接触によるものである。
一般的には800～1,200年前のことと考えられるが、ローマ帝国のバルカン半島諸州で話されていた俗ラテン語（東ロマンス語）は四つに分裂していた。ダキア・ルーマニア語（現在のルーマニア語）、アルーマニア語、メグレノ・ルーマニア語、イストリア・ルーマニア語である。標準のルーマニア語が現在のルーマニアに住んでいたゲタイ（ダキア人）とローマ人によって話されていたラテン語に由来すると信じられているのと同様に、アルーマニア語の起源は南バルカン（エペイロス・マケドニア・トラキア）に住むトラキア人やイリュリア人が話していたラテン語に由来する可能性がある。
ギリシャ語は、他の東部ロマンス語派言語よりも強くアルーマニア語に影響を与えた。特に、アルーマニア語が新語を作る時にはギリシャ語の語彙を使用した。一方、ルーマニア人は新語を作る際、主にフランス語を基礎とした。
オスマン帝国がバルカン半島支配した時代には、アルーマニア語トルコ語の影響も受けた。それでも、文法はまだルーマニア語のものを主としている。
アルーマニア語は、ルーマニア語と共通で他のロマンス諸語と異なる特徴を持つ。たとえば、定冠詞は単語の後ろに付けられ、同様に定冠詞・不定冠詞が格変化する。名詞は性を持つが、男性名詞・女性名詞だけでなく、中性名詞を持っている。その一方、ルーマニア語にないアルーマニア語の特徴として、不定法が完全に消滅している。これはバルカン言語連合に共通の重要な特徴である。

## 方言
アルーマニア語には二つの主要な方言があり、その地名にちなんだ名前が付けられている。どちらも現在はアルバニアに位置しているが、モスコポレ方言（「アルーマニア人のエルサレム」として知られるモスコポレ、現在のヴォスコポヤ）、及びグラモステア方言（Gramostea/Grammos地方）の名が付いている。

## ギリシャにおける状況
アルーマニア語話者がいる地域がギリシャの州に編入される前でさえ、彼らは国語としてギリシャ語を話すよう従属させられた。もともとこの地域はギリシャ語を公用語とした東ローマ帝国（7世紀まではラテン語）の領域であったからだ。アルーマニア語は、伝統的に教育と宗教のための言葉として残った。
ルーマニアは、1860年代からアルーマニア人のために学校を開いた。しかしこの方針は、多くのアルーマニア人から、ルーマニア人が同化政策を取ろうとしているのではないかと疑われた。また、これをルーマニアのプロパガンダと受け取ったアルーマニア人から拒絶された。一方で、ルーマニアのこれらの学校では、非ギリシャ的アイデンティティの確立を推進しており、それを受け入れたアルーマニア人もいた。このようにして、20世紀前半までアルーマニア人コミュニティの心情はかき乱された。
1948年、ソビエトにより課されたルーマニアの共産主義政権は、ルーマニアの外にあるすべてのルーマニア人の学校を閉鎖した。これにより、アルーマニア人にとっての組織的な教育機関はなくなった。アルーマニア語話者は、ギリシャ語を学習し話すように奨励された。
アルーマニア語教育がいまだに敏感な問題である理由の一つは、このように、過去ルーマニアの学校の存在が引き起こした、激しい対立の痛切な記憶のためである。多くのアルーマニア人が、ギリシャ人との公式な差別であるとみなして、公的教育機関へのアルーマニア語教育の導入に反対する。元教育大臣のゲオルギオス・アンドレアス・パパンドレウは、アルーマニア人のリーダー達や組織から、アルーマニア語教育プログラムの導入について否認を受け取った。1998年にギリシャの大統領コンスタンディノス・ステファノプロスが、メツォヴォとイピロスを訪問した時も、アルーマニア人に彼らの言語を話し教えるように要求したが、その早い衰退を押し止めるための実際的な行動はほとんど行われていない。
近年の敏感な問題として、ソティリス・ブレツァス（Sotiris Bletsas）が2001年に懲役15ヶ月の有罪判決を受けた事件がある（のちに控訴で逆転判決が出た）。彼はギリシャ在住のアルーマニア人で、少数言語についての参考資料（これはギリシャの少数言語についても言及していた）を配布した後で「誤った情報を広めた」との罪状により有罪の判決を受けた。これは欧州委員会の資金で、「ヨーロッパの少数使用言語についての委員会（European Bureau for Lesser Used Languages）」のために作られた資料だった。彼の有罪判決は、ギリシャの左派・革新派政党により非難された。また、愛国的なギリシャ人であると自任し、マイノリティ扱いを侮辱と感じるアルーマニア人リーダー達が、ブレツァスの訴追を熱心に求めたことが明らかになった。ブレツァスはその後無罪となった。

## 文字
括弧内は外来語に用いる文字である。
| A a /a/    | Ã ã /ə/   | B b /b/   | C c /k,tʃ/  | D d /d/     | Dh dh /ð/ | Dz dz /dz/ | E e /ε/ | F f /f/   |
| G g /ɡ,dʒ/ | H h /h/   | I i /i,j/ | J j /ʒ/     | (K k) /k/   | L l /l/   | Lj lj /ʎ/  | M m /m/ | N n /n/   |
| Nj nj /ɲ/  | O o /o/   | P p /p/   | (Q q) /k/   | R r /r/     | S s /s/   | Sh sh /ʃ/  | T t /t/ | Th th /θ/ |
| Ts ts /ts/ | U u /u~w/ | V v /v/   | (W w) /v~w/ | X x /ks,gz/ | Y y /γ~j/ | Z z /z/    |         |           |

- 注
  - 太字はIPAの後者はi, eの前で、前者はそれ以外の場合。
  - 斜体字は以下の表記も可能であり、アルーマニア語版wikipediaにおいて変換が可能。

| 文字  | 異体               |
| ----- | ------------------ |
| Ã ã   | Ă ă, Â â           |
| Dz dz | Ḑ ḑ(Dにセディーユ) |
| Lj lj | Ľ ľ, L' l'         |
| Nj nj | Ń ń, N' n'         |
| Sh sh | Ș ș(Ş ş)           |
| Ts ts | Ț ț(Ţ ţ)           |

## アルーマニア語の文例
Tuti iatsãli umineshtsã s-fac liberi shi egali la nãmuzea shi-ndrepturli. Eali suntu hãrziti cu fichiri shi sinidisi shi lipseashti un cu alantu sh-si poartã tu duhlu-a frãtsãljiljei.（アルーマニア語）
All human beings are born free and equal in dignity and rights.They are endowed with reason and conscience and should act towards one another in a spirit of brotherhood.（英語）
（世界人権宣言　第一条、日本語訳は世界人権宣言（仮訳文）・外務省を参照のこと）

## ルーマニア語との比較
次の文章は、アルーマニア語とダキア・ルーマニア語とを比較するための文章に、英語訳を付けたものである。ルーマニア語版の単語は、アルーマニア語の文章に適合するものを選んだ。現代ルーマニア語としては他の単語を使うほうがふさわしい場合もある。英語訳は、単に比較のために、極力アルーマニア語の語順に近いように訳してある。
| アルーマニア語 | ダキア・ルーマニア語 | 英語 |
| --- | --- | --- |
| Vocala easti un son dit zburãrea-a omlui, faptu cu tritsearea sonorã, libirã sh-fãrã cheadicã, a vimtului prit canalu sonor (adrat di coardili vocali shi ntreaga gurã) icã un semnu grafic cari aspuni un ahtari son. | Vocala este un sunet din vorbirea omului, făcut cu trecerea sonoră, liberă și fără piedică, a vîntului prin canalul sonor (compus din coardele vocale și întreaga gură) sau un semn grafic care reprezintă un atare sunet. | The vowel is a sound in human speech, made by the sonorous, free and unhindered passing of the air through the sound channel (composed of the vocal chords and the whole mouth) or a graphic symbol corresponding to that sound. |
| Ashi bunãoarã, avem shasili vocali tsi s-fac cu vimtul tsi treatsi prit gurã, iu limba poati si s-aflã tu un loc icã altu shi budzãli pot si sta dishcljisi unã soe icã altã.                                          | Așa bunăoară, avem șase vocale ce se fac cu vîntul ce trece prin gură, unde limba poate să se afle într-un loc sau altul și buzele pot să stea deschise un soi sau altul.                                                  | This way, we have six vowels that are produced by the air passing through the mouth, where the tongue can be in one place or another and the lips can be opened in one way or another.                                           |
| Vocalili pot s-hibã pronuntsati singuri icã deadun cu semivocali i consoani. | Vocalele pot să fie pronunţate singure sau împreună cu semivocale sau consoane. | The vowels can be pronounced alone or together with semivowels or consonants. |